# Simatel
Simatel är en ort i Mexiko.   Den ligger i kommunen Ixcateopan de Cuauhtémoc och delstaten Guerrero, i den södra delen av landet, 130 km sydväst om huvudstaden Mexico City. Simatel ligger 1 603 meter över havet och antalet invånare är 461.
Terrängen runt Simatel är kuperad. Runt Simatel är det ganska glesbefolkat, med 35 invånare per kvadratkilometer. Närmaste större samhälle är Teloloapan, 11,5 km söder om Simatel. I omgivningarna runt Simatel växer huvudsakligen savannskog.